# Kumuhonua
Ver también "Kumu-Honua".
Kumuhonua (o Kumu-Honua) fue el gran jefe (Aliʻi Nui) de la isla de Oʻahu en antiguo Hawái. Comenzó su propia dinastía en Oʻahu.

## Familia
Kumuhonua fue el hijo del jefe Mulielealiʻi de Oʻahu y de su mujer, la dama llamada Wehelani. El abuelo paterno de Kumuhonua era el famoso mago Maweke de Tahití; los hermanos de Kumuhonua eran el jefe Moʻikeha de Kauai, el jefe ʻOlopana y la jefa Hainakolo. (Parece que Kumuhonua era el hijo mayor de sus padres.)
Según el juez Abraham Fornander, Kumuhonua era el padre de 4 hijos; la madre de ellos es desconocida:
- Elepuʻukahonua,[3] el gran jefe de Oʻahu y el abuelo del jefe Nawele
- Molohaia de Oʻahu
- Kahakuokane de Oʻahu
- Kukawaieakane de Oʻahu

## Mito
Según un mito, Kumuhonua estaba enojado con la diosa Haumea.